# Замок Кронбург

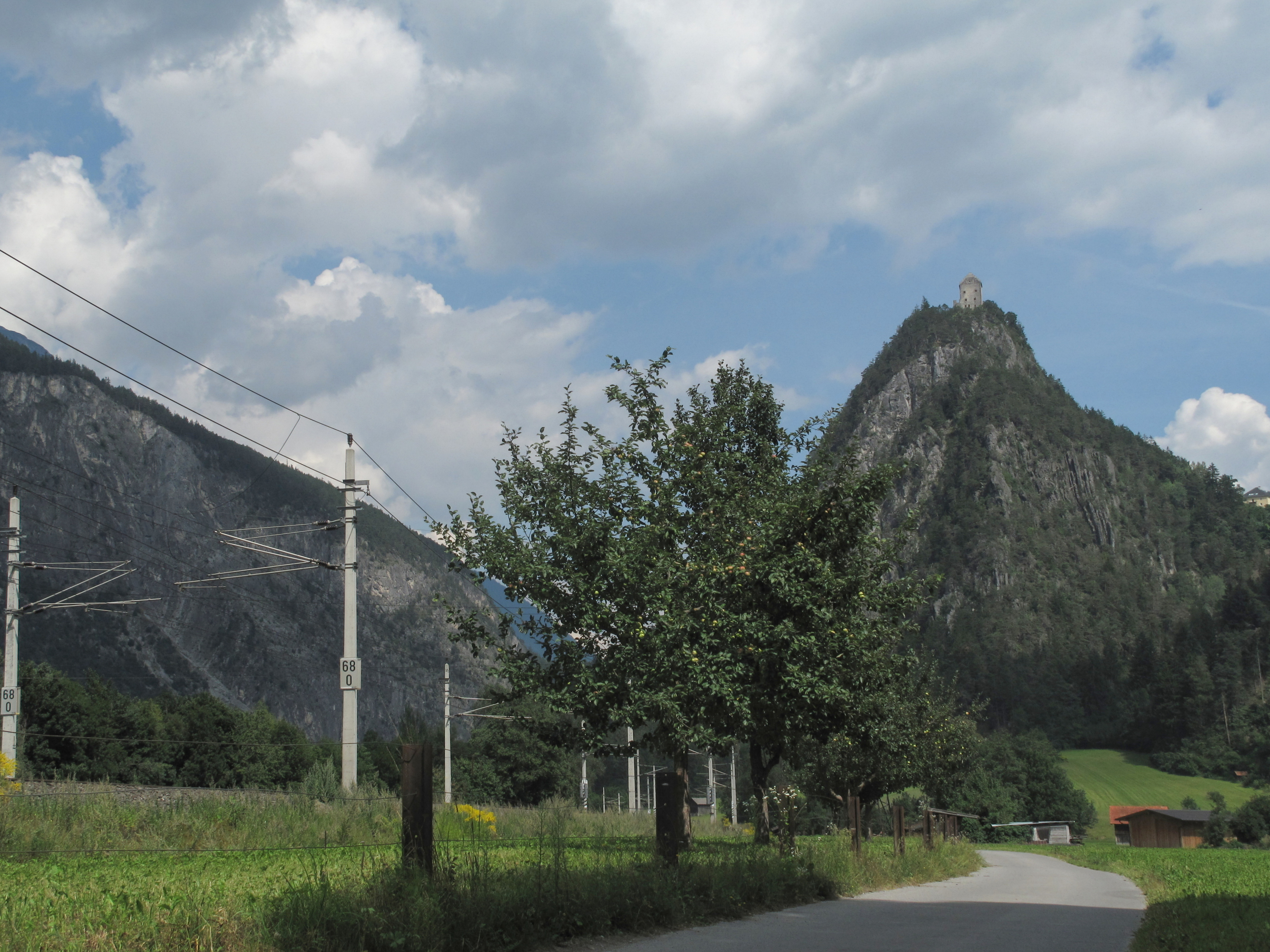
Замок Кронбурґ

Замок Кронбурґ стоїть на вершині скелі у землі Тіроль округ Ландек поміж містами Цамс і Шенвіс.

## Історія
Герцог Леопольд III наказав 1380 Гансу фон Штаркенберг звести на торговій дорозі за 3 км від Цамс замок Кроненберг. Після невдалого повстання замок перейшов 1423 до герцога Фрідріх IV Порожня Кишеня. Ерцгерцог Сигізмунд віддав замок 1485 пароху катедри Зальцбурга Рупрехту Ріндсмаулю. Імператор Максиміліан I порадив 1502 Гансу Фіґеру Середньому купити його як лен. За володіння Фіґерів було збудовано капелу (1673) (з 1715 місце паломництва). Після вигасання династії Фіґерів 1802 замок відійшов державі, уряду Баварії, який продав скелю, замок селянину Себастяну Штокеру. На 1845 капелан церкви заволодів 90 га поверхні, заклавши монастир, а при ньому 1858 заклали товариство Шкільних братів (нім. Schulbrüder). Шкільні сестри з Мюнхену купили 1860 замок і через 7 років продали сестрам терціянкам. Кронбург 2004 виставили на продаж і після забори місцевого уряду продажу приватним особам його купили сестри милосердя з Цамс.